# Boutalhaye
Boutalhaye è uno dei cinque comuni del dipartimento di R'Kiz, situato nella regione di Trarza in Mauritania. Nel censimento della popolazione del 2000 contava 10.502  abitanti.